# Kanurennsport-Europameisterschaften 2017
Die Kanurennsport-Europameisterschaften 2017 fanden vom 14. bis 16. Juli 2017 in Plowdiw in Bulgarien statt. Plowdiw war nach 1997 das zweite Mal der Gastgeber.

## Herren

### Canadier
| Disziplin       | Disziplin | Gold                                                               | Leistung      | Silber                                                                 | Leistung      | Bronze                                                                           | Leistung      |
| --------------- | --------- | ------------------------------------------------------------------ | ------------- | ---------------------------------------------------------------------- | ------------- | -------------------------------------------------------------------------------- | ------------- |
| Canadier-Einer  | 200 m     | Henrikas Žustautas                                                 | 38,112 s      | Alexei Korowaschkow                                                    | 38,157 s      | Sasa Nadiradse                                                                   | 38,342 s      |
| Canadier-Einer  | 500 m     | Martin Fuksa                                                       | 1:44,884 min  | Oleg Tarnovschi                                                        | 1:46,792 min  | Tomasz Kaczor                                                                    | 1:47,148 min  |
| Canadier-Einer  | 1000 m    | Sebastian Brendel                                                  | 3:51,671 min  | Martin Fuksa                                                           | 3:53,667 min  | Kirill Schamschurin                                                              | 3:55,171 min  |
| Canadier-Einer  | 5000 m    | Sebastian Brendel                                                  | 21:45,710 min | Dávid Varga                                                            | 21:49,320 min | Mateusz Kamiński                                                                 | 22:16,990 min |
| Canadier-Zweier | 200 m     | RusslandAlexei Korowaschkow Iwan Schtyl                            | 35,627 s      | BelarusAndrej Bahdanowitsch Dsjanis Machlaj                            | 36,137 s      | UngarnJonatán Hajdu Ádám Fekete                                                  | 36,330 s      |
| Canadier-Zweier | 500 m     | RusslandWiktor Melantjew Iwan Schtyl                               | 1:36,264 min  | RumänienLeonid Carp Victor Mihalachi                                   | 1:37,368 min  | UkraineDmytro Jantschuk Taras Mischtschuk                                        | 1:38,956 min  |
| Canadier-Zweier | 1000 m    | DeutschlandYul Oeltze Peter Kretschmer                             | 3:36,232 min  | RusslandWiktor Melantjew Wladislaw Tschebotar                          | 3:37,300 min  | ItalienNicolae Craciun Sergiu Craciun                                            | 3:38,312 min  |
| Canadier-Vierer | 1000 m    | PolenWiktor Głazunow Piotr Kuleta Tomasz Barniak Marcin Grzybowski | 3:20,536 min  | DeutschlandConrad Scheibner Sebastian Brendel Stefan Kiraj Jan Vandrey | 3:21,848 min  | RusslandKirill Schamschurin Ilja Schtokalow Rassul Ischmuchamedow Ilja Perwuchin | 3:21,904 min  |

### Kajak
| Disziplin    | Disziplin  | Gold                                                           | Leistung      | Silber                                                                 | Leistung      | Bronze                                                                   | Leistung      |
| ------------ | ---------- | -------------------------------------------------------------- | ------------- | ---------------------------------------------------------------------- | ------------- | ------------------------------------------------------------------------ | ------------- |
| Kajak-Einer  | 200 Meter  | Liam Heath                                                     | 33,380 s      | Marko Dragosavljević                                                   | 33,947 s      | Carlos Garrote Maxime Beaumont                                           | 33,947 s      |
| Kajak-Einer  | 500 Meter  | Jakub Zavřel                                                   | 1:35,156 min  | Mikita Borykau                                                         | 1:35,252 min  | Bálint Kopasz                                                            | 1:35,432 min  |
| Kajak-Einer  | 1000 Meter | Fernando Pimenta                                               | 3:29,032 min  | René Holten Poulsen                                                    | 3:30,112 min  | Bálint Kopasz                                                            | 3:30,336 min  |
| Kajak-Einer  | 5000 Meter | Max Hoff                                                       | 19:21,220 min | Fernando Pimenta                                                       | 19:22,640 min | Eivind Vold                                                              | 19:29,540 min |
| Kajak-Zweier | 200 Meter  | UngarnMárk Balaska Balázs Birkás                               | 30,740 s      | RusslandKirill Ljapunow Alexander Djatschenko                          | 31,200 s      | DeutschlandRonald Rauhe Max Lemke                                        | 31,365 s      |
| Kajak-Zweier | 500 Meter  | UngarnBence Nádas Sándor Tótka                                 | 1:26,500 min  | SerbienDejan Pajić Ervin Holpert                                       | 1:27,616 min  | UkraineIwan Semykin Ihor Trunow                                          | 1:28,004 min  |
| Kajak-Zweier | 1000 Meter | DeutschlandMax Hoff Marcus Groß                                | 3:12,274 min  | SerbienMarko Tomićević Milenko Zorić                                   | 3:13,780 min  | SpanienFrancisco Cubelos Iñigo Peña                                      | 3:14,056 min  |
| Kajak-Vierer | 500 Meter  | UngarnBence Nádas Péter Molnár Sándor Tótka Milán Mozgi        | 1:26,500 min  | SlowakeiDenis Myšák Juraj Tarr Erik Vlček Tibor Linka                  | 1:27,616 min  | BelarusRaman Petruschenka Mikita Borykau Dsmitryj Trazjakou Wital Bjalko | 1:28,004 min  |
| Kajak-Vierer | 1000 Meter | SpanienFrancisco Cubelos Javier Cavañín Marcus Walz Íñigo Peña | 2:54,374 min  | PolenMartin Brzeziński Rafał Rosolski Bartosz Stabno Norbert Kuczyński | 2:54,658 min  | SlowakeiDenis Myšák Juraj Tarr Erik Vlček Tibor Linka                    | 2:54,666 min  |

## Frauen

### Canadier
| Disziplin       | Disziplin | Gold                            | Leistung     | Silber                            | Leistung     | Bronze                                     | Leistung     |
| --------------- | --------- | ------------------------------- | ------------ | --------------------------------- | ------------ | ------------------------------------------ | ------------ |
| Canadier-Einer  | 200 Meter | Olessja Romassenko              | 45,804 s     | Kincső Takács                     | 46,416 s     | Alena Nasdrowa                             | 47,080 s     |
| Canadier-Zweier | 500 Meter | UngarnVirág Balla Kincső Takács | 2:00,224 min | BelarusAlena Nasdrowa Kamila Bobr | 2:01,364 min | RusslandIrina Andrejewa Olessja Romassenko | 2:03,928 min |

### Kajak
| Disziplin    | Disziplin  | Gold                                                      | Leistung      | Silber                                                                           | Leistung      | Bronze                                                                         | Leistung      |
| ------------ | ---------- | --------------------------------------------------------- | ------------- | -------------------------------------------------------------------------------- | ------------- | ------------------------------------------------------------------------------ | ------------- |
| Kajak-Einer  | 200 Meter  | Dóra Lucz                                                 | 39,317 s      | Emma Jørgensen                                                                   | 39,357 s      | Špela Ponomarenko Janić                                                        | 39,697 s      |
| Kajak-Einer  | 500 Meter  | Tamara Takács                                             | 1:47,264 min  | Wolha Chudsenka                                                                  | 1:47,844 min  | Jelena Anjuschina                                                              | 1:47,908 min  |
| Kajak-Einer  | 1000 Meter | Dóra Bodonyi                                              | 3:57,984 min  | Beata Mikołajczyk                                                                | 3:59,744 min  | Rachel Cawthorn                                                                | 4:00,264 min  |
| Kajak-Einer  | 5000 Meter | Dóra Bodonyi                                              | 21:40,570 min | Eva Barrios                                                                      | 21,41,110 min | Tabea Medert                                                                   | 21:41,230 min |
| Kajak-Zweier | 200 m      | UkraineMarija Kitschassowa Anastassija Horlowa            | 36,527 s      | PortugalJoana Vasconcelos Francisca Laia                                         | 36,777 s      | PolenDominika Włodarczyk Katarzyna Kołodziejczyk                               | 37,117 s      |
| Kajak-Zweier | 500 m      | DeutschlandFranziska Weber Tina Dietze                    | 1:38,604 min  | SlowenienŠpela Ponomarenko Janić Anja Osterman                                   | 1:38,996 min  | PolenAnna Puławska Beata Mikołajczyk                                           | 1:40,632 min  |
| Kajak-Zweier | 1000 m     | UngarnRéka Hagymási Ramóna Farksadi                       | 3:43,048 min  | PolenKarolina Markiewicz Julia Lis                                               | 3:44,888 min  | DeutschlandTabea Medert Melanie Gebhardt                                       | 3:45,652 min  |
| Kajak-Vierer | 500 m      | UngarnDóra Lucz Tamara Takács Erika Medveczky Ninetta Vad | 1:30,724 min  | PolenDominika Włodarczyk Beata Mikołajczyk Anna Puławska Katarzyna Kołodziejczyk | 1:31,596 min  | UkraineMarija Kitschassowa Anastassija Todorowa Marija Powch Inna Hryschtschun | 1:31.624 min  |

## Medaillenspiegel
| Rang | Land                   | Gold | Silber | Bronze | Gesamt |
| ---- | ---------------------- | ---- | ------ | ------ | ------ |
| 01   | Ungarn                 | 10   | 2      | 3      | 15     |
| 02   | Deutschland            | 6    | 1      | 3      | 10     |
| 03   | Russland               | 3    | 3      | 4      | 10     |
| 04   | Tschechien             | 2    | 1      | 0      | 3      |
| 05   | Polen                  | 1    | 4      | 4      | 9      |
| 06   | Portugal               | 1    | 2      | 0      | 3      |
| 07   | Spanien                | 1    | 1      | 2      | 4      |
| 08   | Ukraine                | 1    | 0      | 3      | 4      |
| 09   | Vereinigtes Königreich | 1    | 0      | 1      | 2      |
| 10   | Litauen                | 1    | 0      | 0      | 1      |
| 11   | Belarus                | 0    | 4      | 2      | 6      |
| 12   | Serbien                | 0    | 3      | 0      | 3      |
| 13   | Dänemark               | 0    | 2      | 1      | 3      |
| 14   | Slowenien              | 0    | 1      | 1      | 2      |
| 14   | Slowakei               | 0    | 1      | 1      | 2      |
| 16   | Rumänien               | 0    | 1      | 0      | 1      |
| 16   | Moldau                 | 0    | 1      | 0      | 1      |
| 18   | Frankreich             | 0    | 0      | 1      | 1      |
| 18   | Italien                | 0    | 0      | 1      | 1      |
| 18   | Georgien               | 0    | 0      | 1      | 1      |
| 18   | Norwegen               | 0    | 0      | 1      | 1      |
|      | Gesamt                 | 27   | 27     | 29     | 83     |